# 塞拉瓦莱-塞西亚
塞拉瓦莱-塞西亚（義大利語：Serravalle Sesia），是意大利韦尔切利省的一个市镇。总面积20平方公里，人口5182人，人口密度259.1人/平方公里（2009年）。ISTAT代码为002137。